# 日本カレーパン協会
日本カレーパン協会（にっぽんカレーパンきょうかい、英称：Japan "CURRY-PAN" Association  略称：JCA）は、日本で生産されているカレーパンに関する任意団体。世界最大級である100種類以上のカレーパンを集めたカレーパン博覧会を主催。

## 組織概要
2012年9月、やすひさてっぺいによるプロデュース開始。2013年4月、任意団体として活動開始。地域振興、カレーパンの地位向上を絡めたカレーパンタジスタの育成、カレーパンの普及、カレーパンの研究・情報発信などの事業を行う。

## 組織
- 会長 佐藤絵里
- 総合プロデューサー兼理事長 やすひさてっぺい

## 沿革
- 2012年9月1日 - 日本カレーパン協会創立
- 2013年4月1日 - 日本カレーパン協会稼動、WEB公開
- 2014年9月21日 - カレーパンタジスタ1000名突破[3]
- 2016年3月6日 - カレーパン博覧会2016開催[4]
- 2016年3月6日〜5月20日 - 第一回カレーパングランプリ開催[5]

## 掲載

### 新聞
- 速報製パン情報（平成28年3月16日号 P3）
- パンニュース（第2721号 2016/3/15 2面）
- 朝日新聞(2016年3月4日）
- リビング新聞（2016年2月27日 13面）※サンケイリビング新聞社が主婦向け宅配メディア「リビング新聞」として発行している新聞
- 読売新聞（2016年2月24日 32面）
- 日本経済新聞(2016年2月17日）

### 雑誌
- 月刊ボス（2016/04号 P93）
- 東京ウォーカー「東京カレーパン図鑑」（2015年10月20日号）
- 女性自身(2015年4月14日号)
- 日刊ゲンダイ(2014年7月20日)

### ラジオ
- SBRS（NHKワールド・ラジオ日本 、2016/3/9[6]）
- 安住紳一郎の日曜天国(TBSラジオ、2015/6/21)
- あべちゃんトシ坊!こりない二人の日産ワイドサタデー(RKB毎日放送、2015/3/7)
- 7-ELEVEN FAVORITE DISH(J-WAVE、2015/1/26)
- クロノス(J-WAVE、2015/1/23)
- ゆうゆうサタデー（ゆうゆうサタデー、2014/8/23)
- J-WAVE TOKYO MORNING RADIO(J-WAVE、2014/7/29)
- 谷五郎こころにきくラジオ(ラジオ関西、2014/7/21)
- くにまるジャパン（文化放送、2014/6/5）
- ソラトニワ銀座(2014/4/21) ※松屋銀座公式ラジオチャンネル

### テレビ
- イッツコム・チャンネル（イッツ・コミュニケーションズ、2016/3/14-21）
- ZIP!（日本テレビ、2016/3/8）
- news every.（日本テレビ、2016/3/7）
- スッキリ!!（日本テレビ、2016/3/7）
- ノンストップ!（フジテレビ、2016/3/7）
- Oha!4 NEWS LIVE（日本テレビ、2016/3/7）
- あさチャン(Japan News Network、2015/9/9)
- ABChanZoo（テレビ東京、2015/4/12）
- ワケあり!レッドゾーン（日本テレビ、2014/10/20)
- 大阪ほんわかテレビ（日本テレビ、2014/8/3)
- バラいろダンディ（東京メトロポリタンテレビジョン、2014/6/12）
- マツコの知らない世界（TBS、2016/4/26）※佐藤絵里が出演

### Web
- ロケットニュース24(2016年3月6日号)
- ASCII.jp(2016年3月6日号)　※アスキー・メディアワークスの運営サイト
- リビングWeb(2016年3月4日号)
- OZmall(2016年2月28日号) ※スターツ出版の公式HP
- マイナビニュース(2016年2月22日号)　※マイナビが運営するニュースサイト
- リビングWeb(2015年9月)　※サンケイリビング新聞社が主婦向け宅配メディア「リビング新聞」として発行しているWeb新聞
- 旨い食卓NILE‘S TABLE Vol.003(2015年5月）